# Макдэниэлс, Джейден
Джейден Макдэниэлс (англ. Jaden McDaniels; род. 29 сентября 2000, Федерал-Уэй, Вашингтон) — американский профессиональный баскетболист, выступающий в НБА за клуб «Миннесота Тимбервулвз». Играет на позиции  тяжёлого форварда.

## Профессиональная карьера

### Миннесота Тимбервулвз (2020—настоящее время)
На драфте НБА 2020 года Макдэниэлс был выбран под 28-м пиком клубом «Лос-Анджелес Лейкерс». Затем он и Дэнни Грин был обменян в клуб «Оклахома-Сити Тандер» на Денниса Шрёдера. Уже через день он отправился в клуб «Миннесота Тимбервулвз» в результате трёхстороннего обмена. Дебютировал в НБА 27 декабря 2020 года в матче против «Лос-Анджелес Лейкерс», в котором за 8 минут набрал 6 очков.
10 апреля 2023 года в последнем матче регулярного чемпионата сезона 2022/23 Макдэниэлс сломал руку, ударив со злости стену в подтрибунном помещении. Позднее стало известно о том, что игрок получил переломы 3-й и 4-й пястных костей.
23 октября 2023 года Макдэниелс подписал пятилетний контракт с «Тимбервулвз» на сумму 136 миллионов долларов.  Во время перепалки на площадке во время игры 14 ноября между «Тимбервулвз» и «Голден Стэйт Уорриорз» Макдэниелс дернул Клея Томпсона и порвал его майку, что привело к потасовке. Центровой «Тимбервулвз» Руди Гобер попытался оттащить Томпсона от Макдэниелса, но Дрэймонд Грин зажал Гобера в удушающий захват. Макдэниелс был исключен из игры и оштрафован за этот инцидент.
23 апреля 2024 года Макдэниелс возглавил список бомбардиров, набрав максимальные в карьере 25 очков в первом раунде плей-офф, одержав победу над «Финикс Санз» со счетом 105-93. «Тимбервулвз» обыграли «Санз» и вышли во второй раунд.
Макдэниелс был включен во вторую сборную лучших защитников сезона НБА 2023/24.

## Статистика

### Статистика в колледже
| Сезон                                                                                   | Команда   | GP | GS | MPG  | FG%  | 3P%  | FT%  | RPG | APG | SPG | BPG | PPG  |  |
| --------------------------------------------------------------------------------------- | --------- | -- | -- | ---- | ---- | ---- | ---- | --- | --- | --- | --- | ---- |  |
| 2019/20                                                                                 | Вашингтон | 31 | 21 | 31,0 | 40,5 | 33,9 | 76,3 | 5,8 | 2,1 | 0,8 | 1,4 | 13,0 |  |
|                                                                                         | Всего     | 31 | 21 | 31,0 | 40,5 | 33,9 | 76,3 | 5,8 | 2,1 | 0,8 | 1,4 | 13,0 |  |
| Наведите курсор мыши на аббревиатуры в заголовке таблицы, чтобы прочесть их расшифровку |           |    |    |      |      |      |      |     |     |     |     |      |  |